# Козлишин Тарас Миколайович
Тара́с Микола́йович Козли́шин (позивний «Карай»; 24 травня 1980, м. Рівне  — 26 лютого 2022 Київ) — український доброволець, державний службовець, один з польових командирів Добровольчого батальйону ОУН, 93 ОМБр, випускник ННІ міжнародних відносин Київського національного університету імені Тараса Шевченка.

## Життєпис

### Народження, навчання, служба, діяльність
Народився 24 травня 1980 року в Рівному, проживав у Києві. Навчався у ЗОШ № 23, потім у Рівненському ліцеї-інтернаті. З 1997 по 2002 — в Рівненському інституті слов'янознавства Київського славістичного університету на факультеті міжнародних відносин за спеціальністю «Міжнародне країнознавство».
У 2002 р. вступив у Київський національний університет ім. Т. Г. Шевченка на факультет міжнародних відносин, де навчався на магістратурі за програмою TEMPUS TACIS.
Певний час працював у Національній службі посередництва та примирення. Про неминучість війни Тарас говорив ще у 2004 році.
Також з 2004 р. продовжує навчання в Німеччині у Вюрцбурзькому університеті Юліуса Максиміліана.

### Активна патріотична діяльність
Брав участь у мітингах на підтримку Помаранчевої революції у Брюсселі.
У 2007 р. повертається в Україну — працює в сімейному бізнесі.
У 2013 брав активну участь у Революції гідності.
Після спроби російської анексії Криму займається волонтерською діяльністю, бере активну участь у політичних акціях.

### Російсько-українська війна
У 2015 р. пройшовши вишкіл у Добровольчий батальйон ОУН та брав участь у бойових діях в складі батальйону як рядовий, стрілець, кулеметник, розвідник. З початку 2015 р. по липень 2016 р. воював у селищі Піски, з червня 2016 р. по липень 2017 р. у селі Кримське сектору «Б» та тодішнього сектору «А» зони проведення АТО. За 4 ротації — 4 рази отримав поранення, мав контузію.
Багаторазово бував на передовій волонтером, а також аеророзвідки: із-за зміни розташування 93 ОМБр, оздоровлення або коли добровольчі формування не допускали до участі у військових діях в часи т.з. «перемир'я».
З 24 листопада 2015 р. — командир резервної сотні «ОУН-Прикарпаття», керівник навчального вишколу. З серпня 2016 р. — був заступником голови проводу Добровольчого Руху ОУН з політичних питань. Коли не брав участі у бойових діях, організовував фотовиставки, які інформували суспільство про реальні події, що відбуваються на сході країни; забіги у пам'ять про загиблих побратимів; певний період був ведучим на радіо «Голос Донбасу».
Перебував у керівному складі правління ГО «Українська асоціація інвалідів АТО» в Рівненській області.
У жовтні 2016 р. розпочав презентації фотовиставки «Добровольчий батальйон ОУН: два роки війни», де представив, зокрема, фотографії, зроблені особисто та побратимами батальйону у зоні бойових дій.
У лютому 2022 р. «Карай» знову зі зброєю в руках став на захист рідної землі. Помер від важкого поранення, отриманого у бою з окупантами поблизу метро Берестейська 26 лютого 2022 року.
1 березня 2022 похований у місті Рівне на Алеї Героїв кладовища «Нове»..

## Висловлювання та публікації
В одному з інтерв'ю Тарас Козлишин сказав: «Війна — це таке театральне дійство, яке відбувається в тебе на очах і яке переграти другий раз не вийде. Людина вийшла, зіграла свою роль — і померла. І як би ти не хотів, аби вона залишилася живою, як би не хотів повернути час назад і переграти все по новому — це неможливо. Це дуже страшно. Це поламані долі, життя… Це страждання і сльози, це матері без синів, це молоденькі вдови. Покалічені, знедолені хлопці, які віддали своє здоров'я, руки-ноги за свою країну…».
За два роки до повномасштабного вторгнення Тарас Козлишин опублікував у фейсбук фото власної руки у тактичній рукавичці з кулею, від якої чудом вцілів, та ворожою стрічкою, і написав: «У кожного, хто пройшов крізь вогонь війни, є свої сторінки душі, прочитати які можуть лише одиниці… Та й то не завжди. В мене теж є таке цінне. Це і пам'ять про, живих ще, полеглих побратимів і деякі речі, що мають неспівмірну їм цінність. Серед них і куля, що була випущена ворогом. Вона мала б влучити у ціль, та на її шляху була моя ліва рука і бокова пластина бронежилета. Лише згодом, при реконструкції траєкторії польоту кулі через руку і сліду в пластині я усвідомив, що летіла вона в серце. Це ворожа стрічка. Вона була знята з ворожого автомата, добутого в бою. Як символ-трофей для мене має значення здобутого саме в бою ворожого знамена. На ній ворожа кров.
Це і мої тактичні рукавички. В них я пройшов всі свої бойові пригоди. Шкіра на них розм'якла від поту. На них ворожа кров. Саме в них попік долоню, тримаючи розпечений ствол автомата у зловісному бою 18.07.2016 року. Вони, наче символ клятви одвічної боротьби, скріпленої ворожою і моєю кров'ю. Є, звісно, і інші речі, з якими мене пов'язує пам'ять про війну. Однак саме ці особливі. Через присутність саме цих речей казав, кажу і буду казати — Наш Бій Ще Попереду!».
7 листопада 2016 р. в одному зі своїх віршів Тарас написав: «…У сильного тата є слабкість — це діти.
У мужнього тата є страх за дитя.
Кожен татусь вміє мліти, радіти, Заради дитини віддати життя»… На жаль, сумна звістка про героїчний чин застала зненацька.

## Родина
Дружина Олеся, троє дітей.

## Вшанування пам'яті
8 липня 2022 р. Рівненська міська рада на честь Тараса офіційно затвердила перейменування вулиці Жукова на вулицю Тараса Козлишина.
1 серпня 2022 р. на ресурсі memory.rv.ua у рубриці "Революція гідності. Війна. Рівненщина" Рівненською територіальною громадою була опублікована та оновлюється загальна інформація про земляка Тараса Козлишина.
22 серпня 2022 р. рішенням № 2408 Рівненської міської ради Тарасові Козлишину посмертно надано звання «Почесний громадянин міста Рівного».
Українські ветерани провели маратон на вшанування Тараса Козлишина та інших трьох воїнів, які також готувалися до маратону в США, але загинули в боях за Україну.
Пам'яті нагородженому численними народними нагородами другу Наталією Крісман присвячені рядки «Караю, Караю!».
30 листопада 2023 року в обласному ліцеї Рівного була презентована книга полеглого воїна під назвою "Я не за мир — я за перемогу".